# Кострома (річка)
Кострома́ (рос. Кострома) — річка в європейський частині Росії. Витік біля села Княжево, протікає Костромською й Ярославською областями, впадає в Горьківське водосховище на Волзі. До створення Горьківського водосховища впадала у Волгу поблизу міста Кострома. У місці старого гирла Костроми розташований Іпатіївський монастир. Довжина — 354 км, сточище — 16 тис. км². Останні 50 км течії Кострома утворює межу між Ярославською й Костромською областями. Середня витрата води в м. Буй — 71 м³. Кострома використається для сплаву, тому у річці велика кількість затонулих колод і завалів.